# Operación Kerch-Eltigen
La operación Kerch-Eltigen (en ruso: Керченско-Эльтигенская десантная операция) fue una ofensiva anfibia de la Segunda Guerra Mundial realizada en noviembre de 1943 por el Ejército Rojo como precursora de la posterior ofensiva de Crimea (8 de abril-12 de mayo de 1944), con el objetivo de derrotar y forzar la retirada de las fuerzas alemanas y de sus aliados rumanos de Crimea. El desembarco anfibio se produjo en dos lugares diferentes de la costa este de Crimea, en torno al asentamiento de Eltigen, el Ejército Rojo reforzó con éxito la cabeza de playa norte de Yenikale, pero no pudo evitar un contraataque del Eje que colapsó la cabeza de playa sur de Eltigen. Posteriormente, el Ejército Rojo utilizó la cabeza de playa en Yenikale para lanzar una serie de ofensivas en Crimea, en mayo de 1944, que finalmente llevaron a la definitiva liberación de Crimea.

## Antecedentes
Tras la derrota y la retirada de las tropas alemanas y rumanas de la península de Tamán en el otoño de 1943 (véase operación Novorosíisk-Tamán), los soviéticos decidieron aprovechar este éxito con dos desembarcos anfibios en la costa oriental de Crimea como preludio de la reconquista de toda la península de Crimea. 
El plan del Alto Mando soviético era desembarcar tres divisiones de fusileros del 56.º Ejército en el área noreste y este de Kerch (dirección principal) y una división de fusileros del 18.º Ejército (bajo el mando del coronel general Kostantín Leselidze, con Leonid Brézhnev como comisario político) en el sur cerca de la pequeña ciudad de Eltigen (ahora parte de Kerch; dirección auxiliar). Después de capturar las dos cabezas de puente, las tropas debían apoderarse de la parte oriental de la península de Kerch incluidos los puertos de Kerch y Kamysh-Burun mediante ataques en direcciones convergentes y conservar una cabeza de puente con vistas a la posterior ofensiva de Crimea.
Los éxitos soviéticos al norte de Crimea habían aislado al 17.º Ejército alemán en Crimea (véase batalla del Dniéper), aunque las fuerzas del Eje todavía estaban abastecidas por mar. El 17.º Ejército controlaba el V Cuerpo de Ejército en el norte, el XLIX Cuerpo de Montaña defendía el Istmo de Perekop y el Cuerpo Rumano de Montaña defendía las zonas sur y sureste de Crimea. Los alemanes también tenían baterías / operadores de artillería antiaérea y 45 cañones de asalto para reforzar su defensa. Al mando de las fuerzas del Eje estaban el general Erwin Jaenecke y al mando de las tropas rumanas el mayor general Corneliu Teodorini.

## Preparación de la operación
La dirección general de la operación fue confiada al comandante del Frente del Cáucaso Norte, el coronel general Iván Petrov, y su asistente en la unidad naval, el comandante de la Flota del Mar Negro, el vicealmirante Lev Vladímirski. El puesto de mando de Petrov estaba en un bosque cerca del pueblo de Krymskaya. Se dio poco tiempo para preparar la operación, no más de dos semanas. Durante este tiempo, en la costa, no lejos de la antigua fortaleza de Phanagoria, se creó un modelo de las fortificaciones alemanas de la región de Eltigen. Aquí las tropas se entrenaron para asaltar las «fortificaciones» en la orilla.
El puesto de mando avanzado de la flotilla del Azov estaba ubicado en el cordón de Ilich. Desde el cordón, con tiempo despejado, se podía ver todo el estrecho hasta la costa de Kerch. En las posiciones al oeste de Tamán y en el islote de Tuzla, se instalaron 47 cañones de la artillería costera de la base naval de Novorossíisk y se desplegó artillería de gran calibre del ejército. La operación de desembarco Kerch-Eltigen involucró a 150 000 (según otras fuentes, alrededor de 130.000 tropas), más de 2000 cañones y morteros pesados, 125 tanques, 119 embarcaciones de varias clases, 159 barcos auxiliares, más de 1000 aviones del 1º Ejército Aéreo (214º ShAD) y de la Aviación de la Flota del Mar Negro.
El desembarco fue dirigido por el contralmirante Serguéi Gorshkov, comandante de la flotilla militar de Azov en la dirección principal, y por el contralmirante George N. Jolostyakov, comandante de la base naval de Novorossíisk, en el sector sur
Las tropas germano-rumanas en la península de Kerch contaban con unos efectivos de aproximadamente 85.000 soldados y oficiales pertenecientes al 5.º Cuerpo de Ejército del 17.º Ejército Alemán; incluidas la 98.º División de Infantería alemana, la 3.º División de Montaña rumana, la 6º División de Caballería rumana y unas diez unidades independientes, así como unos 582 cañones y morteros pesado, tanques y aviones. La península tenía tres líneas de defensa de hasta ochenta kilómetros de profundidad. El poco profundo estrecho de Kerch y sus accesos estaban densamente minados, principalmente con minas de fondo, difíciles de arrastrar.

## Orden de batalla

### Ejército Rojo

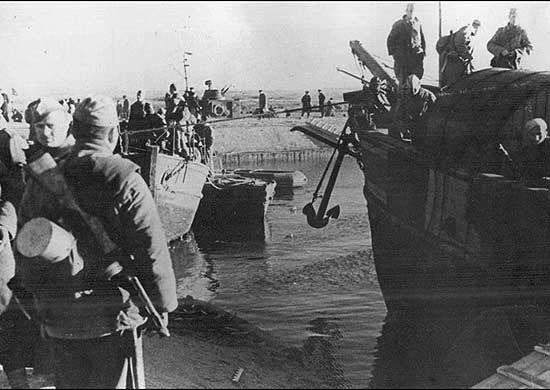
Un destacamento de infantes de marina antes de navegar hacia las costas del estrecho de Kerch

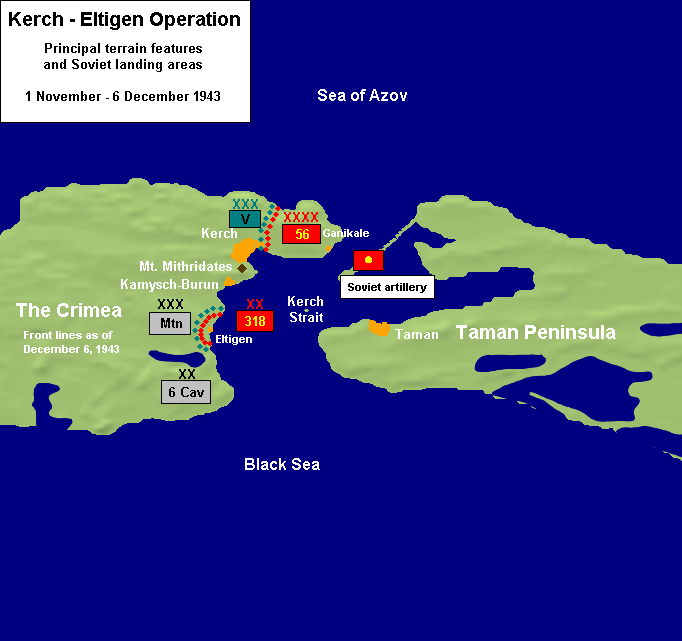
Mapa detallado de la Operación Kerch-Eltigen

Ejército Costero Independiente, comandanteː teniente general Iván Petrov.
Tropas en la región de Kerch:        
- 1.er Regimiento de Guardias de la 2.ª División de Fusileros de Guardias «Tamanskaya»
- 369.° Batallón de Infantería de Marina de la Flota del Mar Negro
- Unidades del 10.° Cuerpo de Fusileros de la Guardia del 56.° Ejército, incluida la 55.° División de Fusileros de Guardias Irkutsko-Pinskaya

Total: unas 75 000 tropas  
Tropas en el área de Eltigen:        
- 1331.° Regimiento de Infantería, 318 ° División de Fusileros
- 1337.° Regimiento de Infantería, 318 ° División de Fusileros
- 1339.° Regimiento de Infantería, 318 ° División de Fusileros
- 335.° Regimiento de Fusileros de la Guardia, 117 ° División de Fusileros de Guardias Berdyczowska
- 1.er Batallón, 255.ª Brigada de Infantería de Marina
- 386.º batallón de infantes de marina de la Flota del Mar Negro

Total: 9418 tropas.

### Wehrmacht
17.º Ejército; Comandanteː Generaloberst Erwin Jaenecke.
- V Cuerpo de Ejército; comandante General der Infanterie Karl Allmendinger
- XLIX Cuerpo de Montaña; comandanteː General der Gebirgstruppe Rudolf Konrad
- Cuerpo Rumano de Montaña; comandanteː mayor general Corneliu Teodorini.

## La batalla

### Desembarco soviético

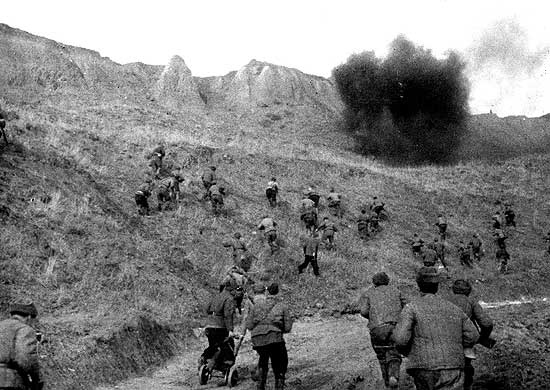
El asalto a las alturas en las afueras de Kerch durante la operación de desembarco Kerch-Eltigen, noviembre de 1943.

En la noche del 31 de octubre comenzó el desembarco de tropas de desembarco en barcos y embarcaciones. A pesar del mal tiempo y el mar embravecido que pospuso los desembarcos, los soviéticos consiguieron desembarcar la 318.ª División de Fusileros del 18.º Ejército del coronel  Vasilii Fedorovich Gladkov y el 386º Batallón de Infantería Naval en Eltigen el 1 de noviembre. El desembarco se caracterizó por el uso ad hoc de embarcaciones navales de todo tipo y la pérdida de organización de la formación ante el mal tiempo y la oscuridad. Luchando para llegar a tierra, las unidades soviéticas hicieron retroceder a las fuerzas rumanas y establecieron una pequeña cabeza de playa.
Dos días después, en Yenikale, ya habían tomado tierra más de 4400 hombres del 56.° Ejército soviético (desembarcaron unidades de la 2.º y la 55.º Divisiones de Fusileros de la Guardia y la 32.º División de Fusileros), disfrutaron de un apoyo masivo de artillería desde posiciones en la península de Taman y establecieron una sólida cabeza de playa de hasta cinco kilómetros a lo largo del frente y hasta dos kilómetros de profundidad. El V Cuerpo de Ejército alemán y la 3..ª División de Montaña rumana no pudieron hacerles retroceder al mar, a pesar de los salvajes contraataques que lanzaron. El 11 de noviembre, los soviéticos habían desembarcado más de 27.700 soldados en la cabeza de puente de Yenikale. Entre las unidades de refuerzo se encontraba la 383.º División de Fusileros que desembarcó el 7 de noviembre, y la 339.ª División de Fusileros, que cruzó durante el transcurso de la noche del 6 al 8 de noviembre.

### Victoria del Eje en el área de Eltigen

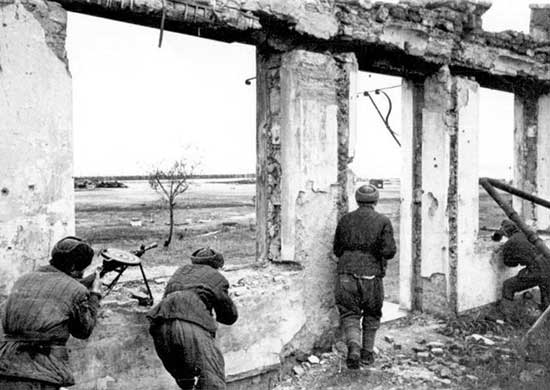
Combates en las afueras de Kerch

Aunque el Ejército Rojo logró desembarcar al 335.º Regimiento de Fusileros de la Guardia de la 117.º División de Fusileros de la Guardia «Berdyczowska» para reforzar la cabeza de playa de Eltigen, no pudieron avanzar más de dos kilómetros tierra adentro, la situación empeoró cuando las fuerzas alemanas lograron establecer un bloqueo naval alrededor de los puntos de desembarcos con naves ligeras de la 3.ª Flotilla de Buscaminas que operan desde Kerch, Kamysh Burun y Teodosia. Los soviéticos contraatacaron intentando abastecer la cabeza de playa por la noche, lo que provocó encuentros navales a corta distancia pero la entrega de suministros fue completamente insuficiente. Los intentos soviéticos de reabastecimiento aéreo fueron interceptados por la Luftwaffe.
Las fuerzas del Eje sitiaron la cabeza de playa durante cinco semanas antes de atacar el 6 de diciembre. Durante el ataque, la caballería rumana de la 6.ª División realizó ataques de distracción desde el sur, mientras que las tropas de montaña rumanas apoyadas por cañones de asalto atacaron desde el oeste. Para el 7 de diciembre, la cabeza de playa se había derrumbado y los rumanos tomaron 1570 prisioneros y contaron 1200 soviéticos muertos a un costo de 886 hombres para ellos. Los rumanos también capturaron veinticinco cañones antitanques y treinta y ocho tanques.

### Batalla del monte Mitrídates
En el curso del colapso de la cabeza de puente de Eltigen, unas 820 tropas soviéticas lograron escapar hacia el norte en un intento de llegar a Yenikale, ocupando el monte Mitrídates y derrotando las posiciones de artillería alemana allí establecidas. Esto alarmó al general Jaenecke, ya que el ataque tenía el potencial de romper el frente alemán frente a la cabeza de puente de Yenikale. Jaenecke comprometió a la 3.ª División de Montaña rumana en un contraataque contra las tropas soviéticas. El 11 de diciembre, los rumanos recuperaron el monte Mitrídates. 
El 9 de diciembre, bajo la presión de fuerzas del Eje, las tropas soviéticas abandonaron la cima de la montaña y ocuparon las afueras de la ciudad de Kerch. Incapaz de brindar asistencia para el desembarco, el 11 de diciembre el alto mando soviético ordenó su evacuación en los barcos de la flotilla militar de Azov bajo el mando del contralmirante Serguéi Gorshkov, evacuación que se realizó en los dos días siguientes.

## Resultados de la operación
El 3 de febrero de 1944, debido al fiasco del desembarco en el cabo Tarjan, El Stavka (Cuartel General del Alto Mando Supremo) ordena al general del ejército Iván Petrov que cediera el mando del Ejército Costero Independiente al general Andréi Yeriómenko, así mismo fue trasladado a la reserva del Cuartel General del Mando Supremo y degradado a coronel general.
Frente a los fuertes refuerzos alemanes, los soviéticos se contentaron con reforzar la cabeza de puente de Yenikale. Para el 4 de diciembre, los soviéticos habían desembarcado 75 000 hombres, 582 cañones, 187 morteros, 128 tanques, 764 camiones y más de 10 000 toneladas de municiones y material en Yenikale. Los soviéticos avanzaron unos nueve kilómetros hacia el interior y en dirección a las afueras de Kerch.
La operación de desembarco de Kerch-Eltigen fue una de las operaciones de desembarco más grandes de las realizadas por la Unión Soviética durante la Segunda Guerra Mundial. Aunque las tropas soviéticas no lograron liberar completamente la península de Kerch, la operación de desembarco tuvo un importante significado político-militar: como resultado, importantes fuerzas alemanas y rumanas fueron retiradas de Perekop y tuvieron que abandonar su intención inicial de lanzar un contraataque contra el flanco sur del Cuarto Frente Ucraniano, a través del istmo de Perekop. La cabeza de puente de Kerch capturada se utilizó más tarde durante la liberación de Crimea en abril de 1944 durante la ofensiva de Crimea.